# Dombeya rosacea
Dombeya rosacea är en malvaväxtart som beskrevs av Arenes. Dombeya rosacea ingår i släktet Dombeya och familjen malvaväxter. Inga underarter finns listade i Catalogue of Life.